# Roberto Fernández (Fußballspieler, 1998)
Roberto Fernández, vollständiger Name Roberto Nicolás Fernández Fagúndez, (* 2. März 1998 in Montevideo) ist ein uruguayischer Fußballspieler.

## Karriere

### Verein
Der 1,78 Meter große Defensivakteur Fernández spielte im Jugendfußball seit 2012 für Centro Atlético Fénix. Über die Mannschaften der Septima División (2012), der Sexta División (2013), der U-16 (2014) und der Quinta División (2015) gelangte er 2015 ins Reserve-Team der Tercera División. Sein Debüt in der Primera División feierte er in der Apertura 2015 am 24. Oktober 2015 beim 1:1-Unentschieden gegen die Montevideo Wanderers, als er von Trainer Rosario Martínez in der 86. Spielminute für Raúl Ferro eingewechselt wurde. In der Saison 2015/16 bestritt er 15 Erstligabegegnungen (kein Tor). In der laufenden Spielzeit 2016 kam er bislang (Stand: 11. September 2016) in einer Partie (kein Tor) der Copa Sudamericana 2016 zum Einsatz.

### Nationalmannschaft
Fernández feierte am 29. Mai 2013 beim 3:0-Sieg im Freundschaftsspiel gegen Tadschikistan sein Debüt in der von Alejandro Garay trainierten U-15-Nationalmannschafts Uruguays. Er nahm mit dem Team an der U-15-Südamerikameisterschaft 2013 in Bolivien teil. Insgesamt stehen 20 Länderspiele in dieser Altersklasse für ihn zu Buche. Dabei erzielte er einen Treffer. Er debütierte in der uruguayischen U-17-Auswahl unter Trainer Santiago Ostolaza beim 3:0-Sieg im Freundschaftsländerspiel gegen Paraguay am 13. Mai 2014. Er war Mitglied des Aufgebots bei der U-17-Südamerikameisterschaft 2015 in Paraguay, bei der Uruguay den 5. Platz belegte. Bis zum Turnierbeginn absolvierte er in der U-17 insgesamt zwölf Länderspiele (kein Tor). Im Verlaufe des Turniers selbst folgten acht weitere Länderspieleinsätze (ein Tor). 2015 gehörte er auch einer Vorauswahl der U-18 an.